# Nauki stosowane
Nauki stosowane – część zgromadzonej wiedzy, która umożliwia rozwiązywanie określonych rzeczywistych problemów albo część działalności naukowej, która jest podejmowana w celu rozwiązania tych problemów. Tak zdefiniowana „nauka stosowana” spełnia treściowe i metodologiczne wymagania stawiane „nauce”. Podział wszystkich nauk na podstawowe i stosowane jest dyskusyjny, ponieważ wszystkie badania naukowe zwykle przynoszą korzyści, a badania podejmowane w celu rozwiązania istniejących problemów często wymagają wzbogacenia wiedzy podstawowej.

## Wątpliwości dotyczące podziału nauk na podstawowe i stosowane
C.H. Llewellyn Smith, Dyrektor Generalny CERN w latach 1994–1998 i rektor University College London w latach 1999–2002, pisał:

Osobiście nie lubię terminów nauki podstawowe i stosowane: tak naprawdę, kto zawczasu może powiedzieć, co będzie stosowane? Niemniej, te terminy mogą być użyteczne, jeśli je zdefiniujemy biorąc pod uwagę motywację:
- nauki podstawowe są rozwijane przez ludzką ciekawość świata,
- nauki stosowane stawiają sobie za cel rozwiązywanie konkretnych problemów.

Praktyczne efekty badań podejmowanych z ciekawości („czysta nauka”) bywają nieoczekiwane, ale nie mniej użyteczne od podejmowanych np. w celu zaspokojenia określonych potrzeb społecznych. Joseph John Thomson, odkrywca elektronu i laureat Nagrody Nobla w dziedzinie fizyki (1906), tak mówił o tym w roku 1916:

Przez badania w czystej nauce rozumiem badania wykonane bez żadnego pomysłu na zastosowanie ich w przemyśle, ale mające na celu rozszerzenia naszej wiedzy o prawach przyrody. Podam tylko jeden przykład „użyteczności” takiego rodzaju badań – tego które zyskało rozgłos podczas wojny. Mam tu na myśli wykorzystanie promieniowania rentgenowskiego w chirurgii.

...nauki stosowane wprowadzają reformy, zaś nauki podstawowe prowadzą do rewolucji, rewolucje zaś, polityczne czy naukowe, dają olbrzymie możliwości, jeśli stoi się po zwycięskiej stronie.

Podobne problemy były też tematem dyskusji starożytnych filozofów. Ilustruje to dialog z „Rzeczypospolitej” Platona (cytowany przez Smitha):

Sokrates: Czy astronomia powinna być przedmiotem studiów?
Glaukon: Sądzę, że tak: wiedza o porach roku, miesiącach i latach przydaje się w rolnictwie i nawigacji, a także jest użyteczna podczas wojny.
Sokrates: Jestem rozbawiony widząc, jak obawiasz się, żeby ludzie nie oskarżyli cię o rekomendowanie bezużytecznych studiów.

## Przykłady badań stosowanych
Badania naukowe, określane jako stosowane, są prowadzone w różnych dziedzinach nauki, zarówno w naukach technicznych, jak i humanistycznych. Jednym z przykładów technicznych badań stosowanych jest projektowanie instalacji przemysłowych, np. w przemyśle chemicznym. Różnorodność humanistycznych badań stosowanych ilustruje przykład nauk społecznych – tytuły kilku publikacji pracowników Katedry Stosowanych Nauk Społecznych Politechniki Śląskiej:
- Aleksandra Kuzior i wsp.: Globalne konteksty poszanowania praw i wolności człowieka
- Jarosław A. Mikołajec i wsp.: Fenomenologia autostrady. Aspekt socjologiczny
- Jan Róg: Kultura organizacji na podstawie badań w wybranych zakładach pracy województwa śląskiego

Wyższe uczelnie przygotowują do prowadzenia badań stosowanych w wielu innych obszarach nauki.

## Opinie dotyczące finansowania badań stosowanych i podstawowych
Brak jednoznacznej definicji pojęć „nauki stosowane” i „nauki podstawowe” utrudnia podejmowanie decyzji w sprawach źródeł finansowania obu rodzajów działalności naukowej, co ilustrują wyniki sondażu, opublikowanego w Biuletynie Ministra Nauki i Szkolnictwa Wyższego:
- Prof. Mieczysław Mąkosza, dyrektor Instytutu Chemii Organicznej PAN (fragment wypowiedzi):

Badania stosowane powinny być przede wszystkim finansowane przez bezpośrednich odbiorców, firmy, które będą te badania wykorzystywać. Państwo powinno wspierać głównie badania podstawowe, a badania stosowane w sposób pośredni.

- Dr inż. Józef Gromek, dyrektor Instytutu Tele- i Radiotechnicznego (fragment wypowiedzi):

Uważam, że społeczność naukowa nie powinna być dzielona na naukowców prowadzących badania podstawowe i na naukowców zajmujących się badaniami stosowanymi. Głównym kryterium finansowania nauki powinna być doskonałość naukowa oraz zdolność do przetwarzania wyników badań w innowacje.

- Prof. Włodzimierz Zagórski-Ostoja, dyrektor Instytutu Biochemii i Biofizyki PAN (fragment wypowiedzi):

Pieniądze budżetu państwa powinny iść na nauki podstawowe. Nauki stosowane winny być finansowane przez systemy typu venture capital. Budżet może wspomagać system venture capital w pewnym zakresie (np. 50% kosztów projektu). Tego typu zasady są rozpowszechnione w Europie, a i MNiI posiada odpowiednie narzędzia prawne, umożliwiające takie działanie.